# IC 1613
IC 1613 (другие обозначения C 51) — карликовая неправильная галактика в созвездии Кит вблизи звезды 26 Кита. Она была обнаружен в 1906 году немецким астрономом Максом Вольфом.
В 1928 году Вальтер Бааде, используя мощный 2,5-метровый телескоп обсерватории Маунт-Вилсон в Калифорнии, разложил её на индивидуальные звезды. Астрономы сделали вывод, что IC 1613 расположена довольно близко от Млечного Пути — только в ближайших к нам галактиках можно выделить изображения индивидуальных звезд.
Дальнейшие исследования подтвердили, что IC 1613 входит в Местную группу. Расстояние до неё составляет немногим более 2,3 миллиона световых лет. Она сыграла важную роль в калибровке периода светимости цефеиды для оценки расстояния до неё. За исключением Магеллановых Облаков, это единственная карликовая неправильная галактика местной группы, где были обнаружены переменные типа RR Лиры.
В IC 1613 очень мало пыли, что позволяет астрономам исследовать её состав во всех подробностях. Она представляет собой неправильную карликовую галактику, не имеющей многих структурных деталей, свойственных другим небольшим галактикам, например, звёздного диска.
В 1999 году Коул и др. использовали космический телескоп Хаббл, чтобы установить возраст преобладающего звёздного населения этой галактики, который составил ~ 7 млрд лет. С помощью диаграммы Хесса было установлено, что её эволюция может быть схожа с галактикой в Пегасе. Обе галактики классифицируются как Ir V в системе DDO. Также в 1999 году Антонелло и др. обнаружили пять цефеид населения II в IC 1613, что подтверждает существование очень старой звёздной составляющей в IC 1613. В 1999 году Кинг, Модджаз и Ли впервые обнаружили новую в IC 1613. Галактика приближается к Земле со скоростью 234 км/с.